# Jean-Baptiste Benoit de Saint-Clair
Jean-Baptiste Benoit de Saint-Clair, mort en 1757 à la Nouvelle-Orléans, est un gouverneur par intérim de la Haute-Louisiane qui assuma par deux fois cette fonction après le décès, non consécutif, de deux gouverneurs du Pays des Illinois et de Haute-Louisiane.

## Biographie
Jean-Baptiste Benoit, Sieur de Saint-Clair, arriva en Louisiane française en 1717 comme enseigne. 
En 1732, il fut élevé au grade de capitaine.
En 1740, il fut nommé gouverneur par intérim du Pays des Illinois et commandant du fort de Chartres en raison de la mort subite du gouverneur en place Alphonse de La Buissonnière. Cet intérim prit fin en 1742 avec la nomination du gouverneur Claude de Bertet.
En 1749, à la suite de la mort au combat du gouverneur Claude de Bertet, lors d'une attaque contre les Amérindiens de la Nation Chicachas, il fut rappelé pour lui succéder comme gouverneur par intérim jusqu'à la nomination du gouverneur Barthélemy de Macarty Mactigue en 1751. Il s'installa dans le village pionniers de Kaskaskia où il se maria en janvier 1750 avec Marie-Louise Bienvenue, née en 1726 à Kaskaskia, fille d'Antoine Bienvenu, un major de la milice de défense franco-louisianaise qui combattait les incursions et attaques surprises amérindiennes contre les coureurs des bois et les trappeurs. Ils avaient pour parrain Jean-Grégoire Volant capitaine-commandant de la garde suisse en poste en Louisiane française.
En 1752, il fut appelé à Natchez qui était un important centre colonial de la Louisiane française, situé à mi-distance entre la Nouvelle-Orléans au Sud du fleuve Mississippi et Saint-Louis situé dans la Haute-Louisiane sur le Missouri.
Jean-Baptiste Benoit de Saint-Clair mourut à la Nouvelle-Orléans le 9 septembre 1757.